# 炸藥島
炸藥島（英語：Dynamite Island），是南極洲的島嶼，位於葛拉漢地西岸的法利埃海岸，處於斯托寧頓島以東0.2公里的巴克灣，在美國的探險隊測量，現時由南極條約體系管理。